# Jeffree Star

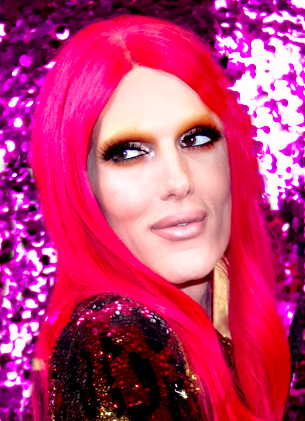
Jeffree Star (2017)

Jeffree Star (* 15. November 1985 in Orange County, Kalifornien als Jeffrey Lynn Steininger) ist ein US-amerikanischer Webvideoproduzent und Unternehmer. Bis 2013 trat er auch als Sänger auf, bis er 2024 sein Comeback ankündigte.

## Leben
Stars Vater starb früh, seine Mutter arbeitete als Model. Star experimentierte mit dem Make-up seiner Mutter und begab sich nicht mehr ohne Make-up in die Öffentlichkeit. 2002 schloss er die Pacifica High School in Garden Grove ab, danach ließ er seinen Namen ändern. In Los Angeles arbeitete er als Visagist, Model und Musiker. Steininger entdeckte laute eigener Aussage in seiner frühen Kindheit, dass er bisexuell sei.
Star war von 2015 bis Januar 2020 in einer Beziehung mit Nathan Schwandt. Er behauptet, dass er Zigaretten, harte Drogen und Alkohol meidet und nur Cannabis raucht.
Seit Dezember 2020 wohnt Star in Casper, Wyoming.

## Karriere

### Myspace
Jeffree Star nutzte das soziale Netzwerk Myspace der frühen 2010er Jahre, um sowohl seine Musik- als auch seine Modedesign-Karriere voranzutreiben. Er bloggte dort über sein Leben, „Selbstbild und Selbstbewusstsein“, Berühmtheit und Schönheit. Die Zahl seiner Myspace-Freunde betrug im September 2010 über 1 Million. Im November 2006 war er das meistverlinkte Profil in Myspace. Star wurde als einer der beliebtesten selbständigen Künstler bekannt und erschien auf den täglichen Myspace-Ranglisten ganz oben.

### Musikkarriere
Stars Musikkarriere als Electro- und Dance-Sänger begann, als er sich mit Samantha Maloney anfreundete, Drummerin unter anderem bei Hole, Mötley Crüe und Peaches. Sie ermutigte Star zum Musikmachen.
Im Dezember 2008 erschien Cupcakes Taste Like Violence, Stars zweites Extended Play. Star sagte, das Extended Play „erinnert mich an mich selbst. Ich mag zwar süß aussehen, aber eigentlich bin ich sehr gruselig und brutal im Inneren.“ Cupcakes Taste Like Violence stieg auf Platz Nummer sechs in den Billboard Top Electronic Albums Charts ein und auf Nummer acht in den Billboard Top Heatseekers Charts.
Stars erstes und einziges Studioalbum, Beauty Killer folgte im September 2009. Die erste Single des Albums, Prisoner, wurde als Download am 3. Mai 2009 veröffentlicht. Der Song erhielt innerhalb von zwei Wochen zwei Millionen Aufrufe auf Myspace. Love Rhymes With Fuck You war die zweite Single des Albums; wie auch Prisoner, wurde es als Download ab dem 30. Juni 2009 angeboten. Das Album stieg auf Platz 122 in die US Billboard 200 Charts ein.
Star arbeitete für weitere Songs unter anderem zusammen mit den Produzenten Lester Mendez, Nathaniel Motte von 3OH!3 und God’s Paparazzi. 2009 trat Star auf der Warped Tour auf. 2010 ging Star auf eine Welttournee mit dem Titel 2 drunk 2 fuck, die ihn unter anderem erstmals nach Deutschland brachte. Im selben Jahr unterschrieb er einen Vertrag mit dem Plattenlabel Konvict Muzik des Musikers Akon. Ein geplantes zweites Album wurde nie veröffentlicht und 2013 beendete Star abrupt seine Musikkarriere. Den Vertrag mit Akons Plattenfirma beschrieb Star später als seinen „größten Fehler“.
Im September 2024 kehrte Star in die Musikindustrie zurück und kündigte eine Wiederveröffentlichung seines Albums Beauty Killer mit drei neuen Songs an.

### Jeffree Star Cosmetics
Im Jahr 2014 gründete Star seine E-Commerce-Makeup-Marke Jeffree Star Cosmetics. Er begann Videos zu drehen, um die Marke auf YouTube zu bewerben. Das Bustle Magazine beschrieb Star als „einen Musiker und ehemaligen Myspace-Promi, der sich im YouTube Make-up-Tutorial-Raum neu erfand“. Seine erste Kosmetikveröffentlichung war eine Kollektion von Liquid-Lipsticks, gefolgt von Highlighter-Paletten, Lippenpeelings, Lidschatten-Paletten, Kleidung und Accessoires wie Spiegel und Make-up-Taschen. Der erste Pop-Up-Shop seiner Marke wurde am 11. August 2018 im Westfield Garden State Plaza in Paramus, New Jersey, eröffnet.

## Diskografie

### Studioalben
| Jahr | Titel Musiklabel               | Höchstplatzierung, Gesamtwochen, AuszeichnungChartsChartplatzierungen (Jahr, Titel, Musiklabel, Platzierungen, Wochen, Auszeichnungen, Anmerkungen) | Anmerkungen                              |
| Jahr | Titel Musiklabel               | US | Anmerkungen                              |
| ---- | ------------------------------ | --- | ---------------------------------------- |
| 2024 | Beauty Killer Popsicle Records | US122 (1 Wo.)US | Erstveröffentlichung: 22. September 2009 |

### EPs
| Jahr | Titel Musiklabel                                | Höchstplatzierung, Gesamtwochen, AuszeichnungChartsChartplatzierungen (Jahr, Titel, Musiklabel, Platzierungen, Wochen, Auszeichnungen, Anmerkungen) | Anmerkungen                            |
| Jahr | Titel Musiklabel                                | US | Anmerkungen                            |
| ---- | ----------------------------------------------- | --- | -------------------------------------- |
| 2007 | Plastic Surgery Slumber Party Selbstverlag      | — | Erstveröffentlichung: 13. März 2007    |
| 2008 | Cupcakes Taste Like Violence Popsicle Records   | — | Erstveröffentlichung: 9. Dezember 2008 |
| 2012 | Virginity Popsicle Records                      | — | Erstveröffentlichung: 14. Februar 2012 |
| 2012 | Mr. Diva Popsicle Records, KonLive Distribution | — | Erstveröffentlichung: 2. Oktober 2012  |

### Singles
- 2008: Lollipop Luxury
- 2009: Prisoner
- 2012: Prom Night!
- 2012: Mr. Diva
- 2013: Love To My Cobain

#### Promo-Singles
- 2008: Heart Surgery Isn’t That Bad…
- 2009: Love Rhymes With Fuck You
- 2010: Blush
- 2010: Size Of Your Boat (feat. Muffy)
- 2010: I’m In Love (With A Killer)
- 2011: Lollipop Luxury (feat. Nicki Minaj)

### Musikvideos
| Jahr | Titel                | Regisseur        |
| ---- | -------------------- | ---------------- |
| 2010 | Get Away With Murder | Robert Hales     |
| 2010 | Beauty Killer        | Austin Young     |
| 2012 | Prom Night!          | Robby Starbuck   |
| 2013 | Love To My Cobain    | Laurieann Gibson |

## Filmografie

### Filme/TV
| Gastauftritte im Fernsehen | Gastauftritte im Fernsehen       | Gastauftritte im Fernsehen | Gastauftritte im Fernsehen                                   |
| Jahr                       | Titel                            | Rolle                      | Anmerkung                                                    |
| -------------------------- | -------------------------------- | -------------------------- | ------------------------------------------------------------ |
| 2007                       | Video on Trial                   | Jeffree Star               | Gast Juror (Episode 20, Staffel 2)                           |
| 2007                       | LA Ink                           | Jeffree Star               | Kat’s in Love (Episode 10, Staffel 1)                        |
| 2011                       | LA Ink                           | Jeffree Star               | Nothing Is Forever, Not Even Tattoos (Episode 21, Staffel 4) |
| 2015                       | What Now                         | Victoria                   | –                                                            |
| 2018                       | The Secret World of Jeffree Star | Jeffree Star               | Dokumentarserie; 5 Episoden                                  |
| 2019                       | The Beautiful World              | Jeffree Star               | Dokumentarserie; 8 Episoden                                  |
| 2020                       | The Dish with Trish              | Jeffree Star               | Gastauftritt                                                 |

## Auszeichnungen und Nominierungen

### Auszeichnungen
American Influencer Awards
- 2017: in der Kategorie "Influencer Owned Makeup Brand of the Year" (für Jeffree Star Cosmetics)[19][20]
- 2019: in der Kategorie "Beauty Influencer Brand of the Year" (für Jeffree Star Cosmetics)[21]

Streamy Awards
- 2019: in der Kategorie "Documentary" (für The Secret World of Jeffree Star [mit Shane Dawson])[22]

### Nominierungen
American Influencer Awards
- 2017: in der Kategorie "Makeup Tutorialist of the Year"[19]
- 2019: in der Kategorie "Makeup Influencer of the Year"[23]

People's Choice Awards
- 2019: in der Kategorie "The Beauty Influencer of 2019"[24]

Shorty Awards
- 2020: in der Kategorie "Youtuber Of The Year"[25]

Streamy Awards
- 2018: in der Kategorie "Beauty"[26]
- 2018: in der Kategorie "Storyteller"[26]
- 2019: in der Kategorie "Beauty"[22]

## Belege
1. ↑  Noah Michelson: Face to Face: Jeffree Star. In: out.com. 26. Oktober 2009, abgerufen am 5. Februar 2023 (englisch).
2. 1 2  LAist Interview: Jeffree Star. In: laist.com. 10. März 2008, archiviert vom Original (nicht mehr online verfügbar) am 14. März 2008; abgerufen am 5. Februar 2023 (englisch).
3. ↑  Orange Pop: The unstoppable Jeffree Star. In: Orange County Register. 20. November 2008, abgerufen am 5. Februar 2023 (amerikanisches Englisch).
4. 1 2 3  Linda Immediato: Jeffree Star: The Fairest One of All. LA Weekly, 9. Mai 2007, archiviert vom Original am 30. September 2012; abgerufen am 5. Februar 2023 (englisch).
5. ↑  Alanna Lauren Greco: Jeffree Star Just Confirmed That He and Boyfriend Nathan Schandt Have Split Up. 11. Januar 2020, abgerufen am 7. Juli 2020 (englisch).
6. ↑  Laura Capon:  27 of the most shocking things we learnt about Jeffree Star from Shane Dawson's YouTube documentary In: Cosmopolitan, 2. August 2018. Abgerufen am 8. August 2020 (englisch).
7. ↑  Kat Tenbarge: Jeffree Star move to Wyoming: Timeline from LA mansion to yak ranch. In: Insider. 31. August 2021, abgerufen am 8. August 2022 (englisch).
8. ↑  Jeffree Star: Jeffree Star: Electro / Pop. MySpace, abgerufen am 5. Februar 2023 (englisch).
9. ↑  Jonah Weiner: Tila Tequila for President. In: slate.com. 11. April 2006, abgerufen am 5. Februar 2023 (englisch).
10. ↑  Tamar Anitai: Jeffree Star, On Recording ‘Cupcakes Taste Like Violence’ In Nothing But Heels. In: mtv.com. 12. November 2008, archiviert vom Original (nicht mehr online verfügbar) am 4. März 2016; abgerufen am 5. Februar 2023 (englisch).
11. 1 2 3  Jeffree Star to release debut “Beauty Killer” this summer. In: hiponline.com. 4. Mai 2009, abgerufen am 5. Februar 2023 (englisch).
12. ↑  missjeffreestar. In: twitter.com. 5. Juni 2009, abgerufen am 5. Februar 2023 (englisch).
13. ↑  Vans Warped Tour 2009. WarpedTour.com, archiviert vom Original am 19. September 2009; abgerufen am 5. Februar 2023 (englisch).
14. ↑  Jeffree Star - Shane and Friends, Ep. 117. In: soundcloud.com. Archiviert vom Original (nicht mehr online verfügbar) am 10. September 2017; abgerufen am 5. Februar 2023 (englisch).  Info: Der Archivlink wurde automatisch eingesetzt und noch nicht geprüft. Bitte prüfe Original- und Archivlink gemäß Anleitung und entferne dann diesen Hinweis.
15. ↑  Helin Jung: Meet the Real Jeffree Star: "I'm in a Different Place. I'm Growing Up." In: cosmopolitan.com. 7. September 2017, abgerufen am 5. Februar 2023 (englisch).
16. ↑  Amy Sciarretto: When Is Jeffree Star's Beauty Killer Eyeshadow Palette Coming Out? You Can Buy It On This Date. In: bustle.com. 6. April 2016, abgerufen am 5. Februar 2023 (englisch).
17. ↑  Joan Verdon: YouTube makeup star Jeffree Star coming to Garden State Plaza to launch cosmetic store. In: northjersey.com. 3. August 2018, abgerufen am 5. Februar 2023 (englisch).
18. 1 2  Chartquellen: US
19. 1 2  See All the American Influencer Award Nominees! In: beautylaunchpad.com. 15. November 2017, abgerufen am 5. Februar 2023 (englisch).
20. ↑  First Ever 2017 American Influencer Awards Recap | SheSimply. 21. November 2017, archiviert vom Original (nicht mehr online verfügbar) am 28. Dezember 2017; abgerufen am 22. Januar 2021 (amerikanisches Englisch).
21. ↑  2019 American Influencer Awards. In: The Beauty Influencers. 20. November 2019, abgerufen am 22. Januar 2021 (amerikanisches Englisch).
22. 1 2  Winners Announced for the 9th Annual Streamy Awards. In: The Streamy Awards. 14. Dezember 2019, archiviert vom Original (nicht mehr online verfügbar) am 16. Januar 2021; abgerufen am 23. Januar 2021 (englisch).  Info: Der Archivlink wurde automatisch eingesetzt und noch nicht geprüft. Bitte prüfe Original- und Archivlink gemäß Anleitung und entferne dann diesen Hinweis.
23. ↑  See Which of Your Faves Scored American Influencer Awards Noms! In: Life & Style. 2. Oktober 2019, abgerufen am 22. Januar 2021 (amerikanisches Englisch).
24. ↑  E! People's Choice Awards 2019 Winners. Abgerufen am 23. Januar 2021.
25. ↑  12th Annual Influencer Nominees - The Shorty Awards. Abgerufen am 23. Januar 2021.
26. 1 2  8th Annual Nominees. In: The Streamy Awards. Abgerufen am 23. Januar 2021 (englisch).

| Personendaten    | Personendaten                                                                        |
| ---------------- | ------------------------------------------------------------------------------------ |
| NAME             | Star, Jeffree                                                                        |
| ALTERNATIVNAMEN  | Steiniger, Jeffrey Lynn                                                              |
| KURZBESCHREIBUNG | US-amerikanisches Model, Drag-Queen, Make-up-Artist, Fashion-Designer, Sänger und DJ |
| GEBURTSDATUM     | 15. November 1985                                                                    |
| GEBURTSORT       | Orange County (Kalifornien), Kalifornien, Vereinigte Staaten                         |